# Zielona burza
Zielona burza (ang. A Darkling Plain) – powieść fantasy autorstwa Philip Reevea, wydana w 2006 roku. Książka, umiejscowiona w latach 40. XX wieku, jest pierwszą opublikowaną i zarazem najbardziej znaną częścią cyklu Żywe maszyny. Wyniszczający konflikt między ruchomymi miastami a fanatycznymi wojskami Zielonej Burzy dobiega końca, dzięki wysiłkom pokojowo nastawionych stronnictw. Wren wraz z ojcem mogą więc bezpiecznie wędrować Podniebnymi Szlakami, starając się zapomnieć o zdradzie Hester. Powieść została nagrodzona złotym medalem Guardian Children's Fiction Prize i Los Angeles Times Book Prize for Young Adult Fiction.

## Bohaterowie
- Tom Natsworthy
- Hester Shaw
- Wren Natsworthy
- Theo Ngoni
- Oenone Zero
- Nimrod Pennyroyal
- Anna Fang